# Nathan East
Nathan East (Filadelfia; 8 de diciembre de 1955) es un bajista, compositor y productor musical estadounidense.

## Biografía
Nacido en una familia de siete hermanos, Nathan East se traslada a San Diego (California) con tan sólo cuatro años. East aprende a tocar el piano de niño, y se pasa al chelo poco más tarde. Con 14 años sigue los pasos de su hermano David, también bajista, y adopta su instrumento definitivo, con el que comienza a tocar en grupos de iglesias y otras bandas locales. Durante la escuela primaria, ingresa en una banda llamada Power, que es utilizada como banda base en la gira de algunos artistas de la Stax, lo que atrae la atención de Barry White, quien contrata a la banda para su tour nacional. De este modo East -todavía adolescente- inicia su carrera profesional como miembro de la Love Unlimited Orchestra en lugares tan importantes como el Madison Square Garden o el Apollo Theater.
Nathan East pasa unos años en la University of California de San Diego, y tras graduarse en Artes Musicales se dirige a Los Ángeles para comenzar una lucrativa carrera como músico de sesión. A principios de la década de 1980, el veterano arreglista y compositor Gene Page contrata a East para la grabación de unos jingles. Impresionado por su habilidad técnica y su capacidad para la lectura, Page usa a East en diversos proyectos que incluyen grabaciones con Dionne Warwick y Johnny Mathis. La reputación de Nathan East como músico de sesión no para de crecer, y desde ese punto en adelante, se convierte en uno de los bajistas más solicitados, trabajando para Lionel Richie o Kenny Loggins antes de unirse a la banda de Eric Clapton a finales de la década.
En 1990 forma el supergrupo Fourplay, junto al pianista Bob James, el guitarrista Lee Ritenour y al baterista Harvey Mason. El primer disco de la banda sale al mercado en 1991, vendiendo medio millón de copias y permaneciendo en la primera posición de   las listas Billboard durante 33 semanas, en la categoría de jazz contemporáneo. En 1993 aparece un segundo álbum que se convierte en disco de oro y obtiene una nominación a los premios Grammy. En 1995 aparece Elixir, nuevo disco de oro y número uno en las listas  durante 92 semanas, mientras que 4, de 1998 obtiene un resultado similar, avalando el éxito de una banda cuyo último trabajo discográfico hasta el momento ve la luz en 2010, con el título Let's Touch the Sky.
La impresionante carrera como músico de sesión de East sigue paralela a su actividad con Fourplay en las últimas décadas, tocando y grabando con músicos como Sergio Mendes o Marcel East, con quien mantiene una banda llamada Two Faces of East. Asimismo, el bajista ha editado un vídeo didáctico titulado Contemporary Electric Bass.

## Valoración e influencias
Influenciado por bajistas como Ron Carter, Ray Brown, Charles Mingus, Buster Williams, Scott LaFaro, James Jamerson, Larry Graham y admirador de Pino Palladino, Steve Rodby y Marcus Miller, Nathan East uno de los más respetados músicos de sesión de la industria, habiendo participado en las figuras de la talla de Barry White, Al Jarreau, Kenny Loggins, Eric Clapton, Phil Collins, Dionne Warwick, Johnny Mathis, Lionel Richie, Kenny Loggin, Sergio Mendes, Marce East, Fourplay, Whitney Houston, Madonna, Michael Jackson, Daft Punk, Elton John, Anita Baker, Earth Wind & Fire, Herbie Hancock, George Harrison, Joe Pass, Stevie Wonder, Bob Dylan, Ray Charles, George Benson, Frank Sinatra, Sammy Davis, Jr., Tom Jones, B. B. King, Chaka Khan, Steve Vai, Natalie Cole, Toto, Judas Priest o Sting, entre otros muchos. Su popularidad entre la comunidad de músicos le ha hecho merecedor del premio al bajista mejor valorado de los International Rock Awards, y ha llevado a Yamaha a comercializar un instrumento con su nombre.

## Discografía con Fourplay
- Fourplay - 1991. Warner Bros
- Between the Sheets -1993. Warner Bros.
- Elixir -1995. Warner Bros.
- The Best of Fourplay -1997. Warner Bros.
- 4 -1998. Warner Bros.
- Snowbound -1999. Warner Bros.
- Yes, Please! - 2000. Warner Bros.
- Heartfelt -2002. Bluebird
- Journey -2004. Bluebird
- X -2006. Bluebird
- Energy -2008. Heads Up
- Let's Touch the Sky - 2010. Heads Up